# Спадщина Східної Римської імперії

Територія Східної Римської імперії у 476-1400 рр.

Спадщина Східної Римської імперії — державне правонаступництво та спадкоємство Східної Римської імперії в історії країн Європи та Середземноморського басейну. В різні періоди низка держав вважали себе спадкоємцями могутності, престижу і величі, пов’язані зі здобутками Східної Римської імперії.
Східна Римська імперія почала називатись "Візантійська імперія" лише в пізніх історичних працях 18-19 сторічча. Фактично вона називалась Східна Римська імперія і була середньовічним продовженням стародавньої Римської імперії. Хоча її столиця була перенесена з Риму до Константинополя в 4 столітті першим християнським Римським імператором Костянтином Великим, мешканці імперії ідентифікували себе як «римлян» і називали свою державу і в офіційних документах, і в побуті «Римською імперією» протягом усього її існування.

## Історія
З моменту падіння Східної Римської імперії від навали османів, питання спадкоємства імперії було головною темою суперечок як у геополітичному плані, коли різні держави претендували на її спадщину та наслідування, так і серед уцілілих членів східно-римської аристократії та їхніх нащадків. Історично найпомітнішими претензіями були дії Османської імперії, яка завоювала Константинополь 1453 року та правила з її колишньої столиці; Священна Римська імперія, яка вважала себе спадкоємницею всієї Ойкумени та Російська імперія, як держава, що сповідує східне православ'я та придумала ідеологію "третього Риму"; а також різні королі Західної Європи, що обґрунтовували своє право на титул Римського імператора династично та іншими аргументами.
29 травня 1453 року Константинополь був захоплений Османською імперією, а останній імператор Костянтин XI Палеолог загинув у бою. До цього Східна Римська імперія була нерозривним продовженням стародавньої Римської імперії, право, бюрократія та аристократія імперії була вкорінена в традиції Стародавнього Риму. Вибір нового правителя часто був складним процесом, а в імперії не було офіційних законів про престолонаслідування. Спадкоємство через позашлюбне походження, усиновлення або узурпацію було припустимим і поширеним, а законним правителем зазвичай вважався будь-хто, хто володів Константинополем. Більшість імператорських династій були засновані через узурпацію або захоплення престолу. Таким чином, Османський султан Мехмед II, який завоював Константинополь, проголосив себе новим Римським імператором після завоювання, цілком у відповідності з традиціями та правом Східної Римської імперії
В той же час, претензії Османської імперії не були прийняті на міжнародному рівні. Завдяки шлюбу з династією Палеологів і через створення територіально найбільної православної країни, Московія історично також претендувала на роль правонаступниці Східної Римської імперії. Ці претензії призвели до низки російсько-турецьких війн.
Крім того, після 1453 року представники Константинопольської знаті, які втекли від Османського завоювання в Європу, розглядали вцілілих членів династії Палеологів як претендентів на трон майбутнього імператора. Основними кандидатами на коронуваня був Димитрій Палеолог (1407–1470), брата імператора Костянтина XI, який правив у Мореї. Але Димитрій був захоплений османами у 1460 році. У 1483 році племінник Костянтина XI, Андреас Палеолог (1453–1502), перебуваючи у вигнанні в Італії, проголосив себе законним Римським імператором.
Таким чином, смерть Костянтина XI Палеолога в Константинополі 29 травня 1453 року не означала кінця династії Палеологів. Після падіння міста загроза того, що військові сили об’єднаються навколо одного з вцілілих родичів і повернуть Константинополь, становила реальну загрозу подальшому правлінню Мехмеда Завойовника. У Костянтина не було дітей, але в нього залишилися рідні брати, які були реальними претендентами на імператорську владу. На Пелопоннесі два брати Костянтина: Димитрій (1407–1470) і Фома Палеолог (1409–1465) правили як співдеспоти Мореї.
Після захоплення в полон османами Димитрій був змушений віддати свою дружину та доньку Олену Палеологіну (1431–1469) до гарему султана. Йому дозволили прожити своє життя у відносному комфорті в Адріанополі, і зрештою він став монахом, померши в 1470 році. Олена померла раніше від Деметрія без власних дітей.
Фома, на відміну від політики свого старшого брата, сподівався згуртувати Папство та Західну Європу, щоб закликати до хрестового походу для відновлення імперії. Він оселившись у Римі, провів більшу частину часу до своєї смерті в 1465 році, подорожуючи Італією, сподіваючись знайти підтримку для своєї справи. Старший син Фоми Андреас Палеолог (1453–1502), також активно прагнув відновити імперію, та проголосив себе не лише деспотом Мореї в 1465 році, але й «законним імператором Константинопольський» у 1483 р. З мрій Андреаса нічого не вийшло: він помер у бідності в Римі в 1502 році, двічі відмовившись від свого імперського титулу, спочатку королю Франції Карлу VIII 1494 році,  а пізніше, після смерті Карла, як частину свого заповіту, надавши титул імператорів Ізабелі I Кастильській та Фердинанду II Арагонському та їхнім нащадкам назавжди. 

Оскільки умовою продажу титулу королю Карлу було відвоювання Францією Мореї та передання її Андреасу, той розглядав продаж як недійсним після смерті Карла VIII у 1498 році, адже умови не були виконані. Тому він знову новис імператорський титул з цього моменту. Незважаючи на це, королі Франції після Карла VIII — Людовик XII, Франциск I, Генріх II і Франциск II — також продовжували використовувати імперські титули та почесті. Лише король Карл IX у 1566 році відмовився від імператорських претензій.

Ізабелла I Кастильська та Фердинанд II Арагонський, яким Андреас заповів свій титул у 1502 році, ніколи не використовували його, як і будь-який наступний монарх Іспанії. 

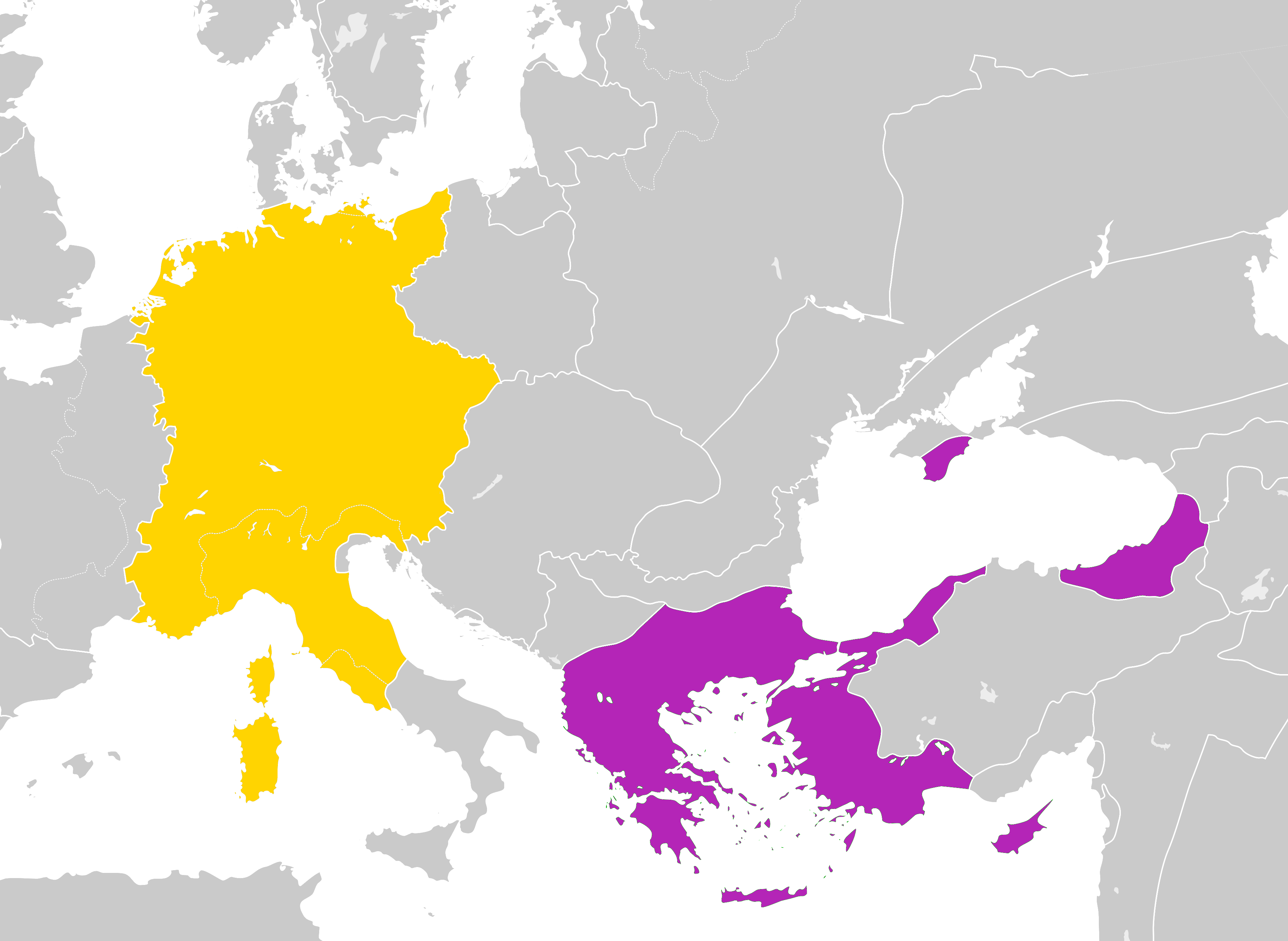
Мапа Священної Римської імперії (жовтий) і Східної Римської імперії (фіолетовий), кордони 12 століття

Другий син Фоми Палеолога, Мануїл Палеолог (1455-1512), зрештою повернувся до Константинополя, на великий подив людей у Західній Європі, і прожив своє життя під османським правлінням, померши за правління султана Баязида II.
Останні задокументовані та підтверджені нащадки Палеологів по чоловічій лінії вимерли на початку 16 століття. Крім того на спадкоємство титулу імператора претендували вцілілі нащадки династій Комнінів, Ангелів. Деякі роди претендентів на титул Римського імператора існують і в ХХІ сторіччі, візантійські претенденти, незважаючи на відсутність офіційних візантійських законів про спадкоємство, що унеможливлює визнання законного претендента на трон.
Нащадки імператорів Палеологів збереглися по жіночій лінії. Так, у Фоми Палеолога було дві доньки: Олена Палеологиня (1431–1473) і Зоя Палеологиня (1449–1503). Старша донька Олена вийшла заміж за деспота Сербії Лазаря Бранковича, від якого мала трьох доньок: Олена, Міліца та Ярина Бранкович. Олена померла бездітною, Міліца Бранкович вийшла заміж за Леонардо III Токо , правителя Епірського деспотату, і мала нащадків. В подальшому родина Токо представляла себе як законну імператорську династію. Родина Токо вимерла 1884 року, хоча досі існують нащадки по жіночій лінії. Ярина Бранкович також має живих нащадків - вона вийшла заміж за Гьона ІІ Кастріоті албанського аристократа, і нащадки подружжя представляють династію Кастріоті.
Молодша донька Фоми, Зоя, вийшла заміж за князя Московського Івана III у 1472 році, і після цього була перейменована на Софію. Починаючи з Івана III, правителі Московії представляли з себе нащадків імператорів Палеологів. Одружившись із Зоєю, Іван проголосив себе царем усіх руських князівств. 1480 року він припинив платити данину Золотій Орді і прийняв як герб імператорського двоголового орла. Зоя була бабусею Івана Грозного. Пряма лінія нащадків Зої вимерла 1598 року. Династія Романових, яка змінила династію Івана Грозного і правила Росією з 1613 по 1917 рік, не походила ні від Східних Римських імператорів, ні від Рюриковичів.
Претензії на спадщину Палеологів висувала й італійська родина Гонзага. Гонзаги — нащадки роду Палеологів-Монфератів по материнській лінії, далеких двоюрідних братів і сестер останніх імператорів. Їхні претензії досягли апогею за Вінченцо II Гонзаги (1594–1627) та Карла I Гонзаги (1580–1637), обидва прагнули очолити хрестові походи проти Османів, щоб відновити Константинопольську імперію та претендувати на її трон.
Албанський претендент Костянтин Аріаніті претендував на титул «деспота Мореї» після смерті Андреаса в 1502 році, можливо, через зв'язок із старою династією Комнінів або через його шлюб із Франческою Монфератською, позашлюбна донькою з будинку Палеологів-Монферат.

## Правила престолонаслідування
Будучи прямим продовжувачем давньоримських імператорів, влада Східного Римського імператора (офіційна назва «імператор Римлян»; пізніше «імператор і автократ Римлян») була майже абсолютною. Він був верховним суддею, єдиним законним законодавцем, вищим воєначальником і захисником християнської церкви. У Стародавньому Римі, до християнізації, імператори були проголошені як божественні постаті через імперський культ, а релігійна та політична покора були перетворені в одне й те саме. Після християнізації абсолютний характер імперського правління залишався виправданим через ідею, що імператор, хоч і не був божеством, але був божественно санкціонованим правителем на Землі від імені Ісуса Христа. Роль імператора як правителя Римської імперії та лідера християнства залишалася беззаперечною в Східній імперії до її падіння. Як така, Східна Римська імперська ідеологія була просто еволюцією ідеології Стародавнього Риму. Візантійці вважали, що імператор ні від кого не залежить, коли здійснює свою теоретично необмежену владу, не підзвітний нікому, крім самого Бога.
В імперії не існувало офіційних законів про престолонаслідування, і вибір нового правителя часто силовим процесом. У Константинополі існував сенат, нібито продовження давньоримського сенату, але він мав невеликий реальний вплив, лише потенційно відіграючи важливу роль після смерті імператорів, коли він теоретично мав повноваження призначати наступного правителя. Роль сенату в цьому процесі не була такою вирішальною, як це було в давньоримській історії. Померлий імператор часто призначав наступника ще за життя, часто навіть коронуючи свого призначеного спадкоємця співімператором, і, отже, ратифікація сенатом була лише формальністю. Якщо не було чітко визначеного наступника, правонаступництво часто зводилося або до сенаторської, або (частіше) до військової підтримки. Проголошення співімператором також не було надійним способом згодом стати одноосібним правлячим імператором. Співімператорів зазвичай осліплювали або вбивали, коли влада їхнього старшого співправителя завершувалась. Імператорські діти, оголошені співімператорами, які були ще немовлятами на момент смерті свого батька, часто були биті. Не визначена практика престолонаслідування та намагання придворних або полководців самим посісти трон часто призводили до громадянських війн в імперії.
У Стародавній Римській імперії імператорський трон, часто передавався шляхом династичного успадкування, але за умови, що існував достойний кандидат, який міг заручитися достатньою підтримкою та лояльністю з боку бюрократів, аристократів і генералів імперії. Подібним чином престолонаслідування у пізнішій Візантійській імперії також часто було де-факто спадковим, коли імператори коронували своїх синів як співімператори протягом поколінь, щоб забезпечити їхнє престолонаслідування, що призводило до створення стійких династій. У часи, коли імперія була стабільною та процвітаючою, успадкування через першородство (старший син) було звичаєм. Але хоча ця практика існувала де-факто, відповідний закон ніколи не був формально прийнятий. Хоча переважна більшість імператорів були чоловіками, теоретично чоловіки та жінки мали однакове право на трон. Також правлячий Імператор не обов’язково мав призначати свого старшого сина співімператором, а міг призначити будь-якого сина, якого вважав найбільш придатним наступником. Деяка перевага надавалася дітям, народженим після того, як їхні батьки стали імператорами. Їх називали багрянородними, «народженими в багряниці» - імператорській туниці. У деяких випадках на престол підіймалися позашлюбні діти, а в інших випадках імператори всиновлювали спадкоємців, з якими не мали жодних родинних зв'язків.
Відсутність формального закону про успадкування престолу у Східній Римській імперії була чітко продемонстрована під час Четвертого хрестового походу 1202–1204 років, коли хрестоносці прибули до Константинополя з метою посадити Олексія IV Ангела на трон імперії. Батько Олексія Ісаак II був скинутий його братом Олексієм III у 1195 році. Хоча Олексій IV був законним спадкоємцем Ісаака II з точки зору хрестоносців із Західної Європи, громадяни самої імперії не вважали Олексія IV легітимним правителем.
З 94 імператорів, які правили з моменту проголошення Константинополя столицею Риму в 330 році до падіння міста в 1453 році, 20 почали свою кар'єру як узурпатори. Оскільки отримання трону шляхом узурпації не вважалося незаконним, більше тридцяти імператорами довелося зіткнутися з широкомасштабними повстаннями проти свого правління. Багато найвидатніших династій імперії, у тому числі династії Македонські, Комнінів, Ангелів, Палеологів спочатку були засновані узурпаторами, які захопили владу, змінивши попередню правлячу "законну" династію. Через складну практику престолонаслідування імперії кожен правитель певним чином міг розглядатися як засновник нової імперської династичної гілки. Це робить неможливою будь-яку спробу визначити «законного спадкоємця» Східної Римської імперії, особливо враховуючи, що походження через усиновлення чи незаконне народження не перешкоджало претенденту зайняти трон.

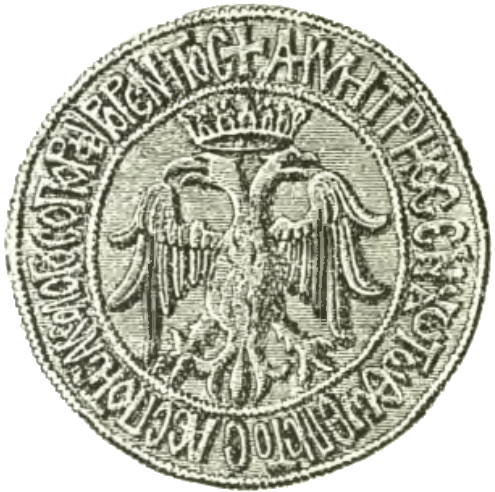
Печатка Димитра Палеолога (1407-1470)
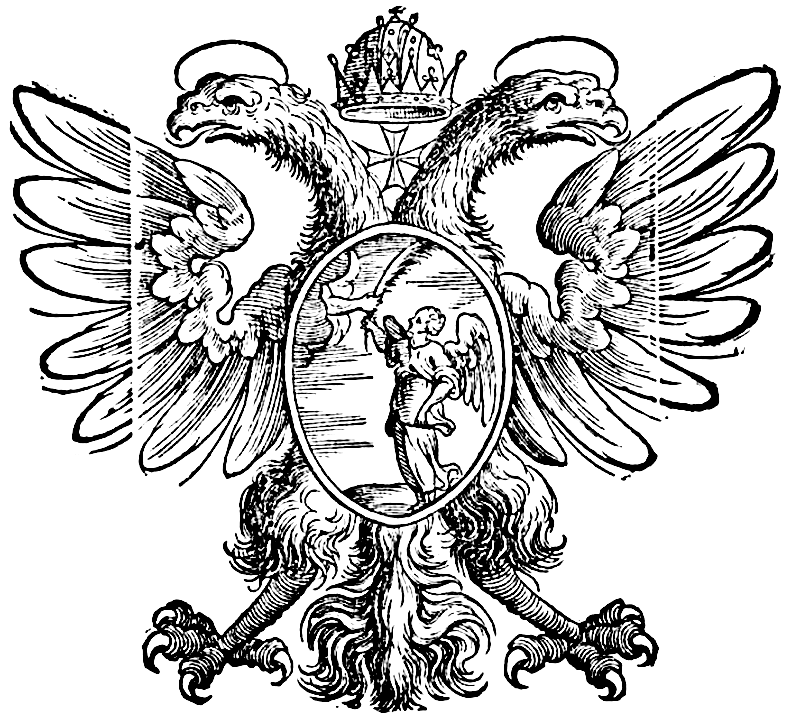
Герб Анджело Флавіо Комнінів
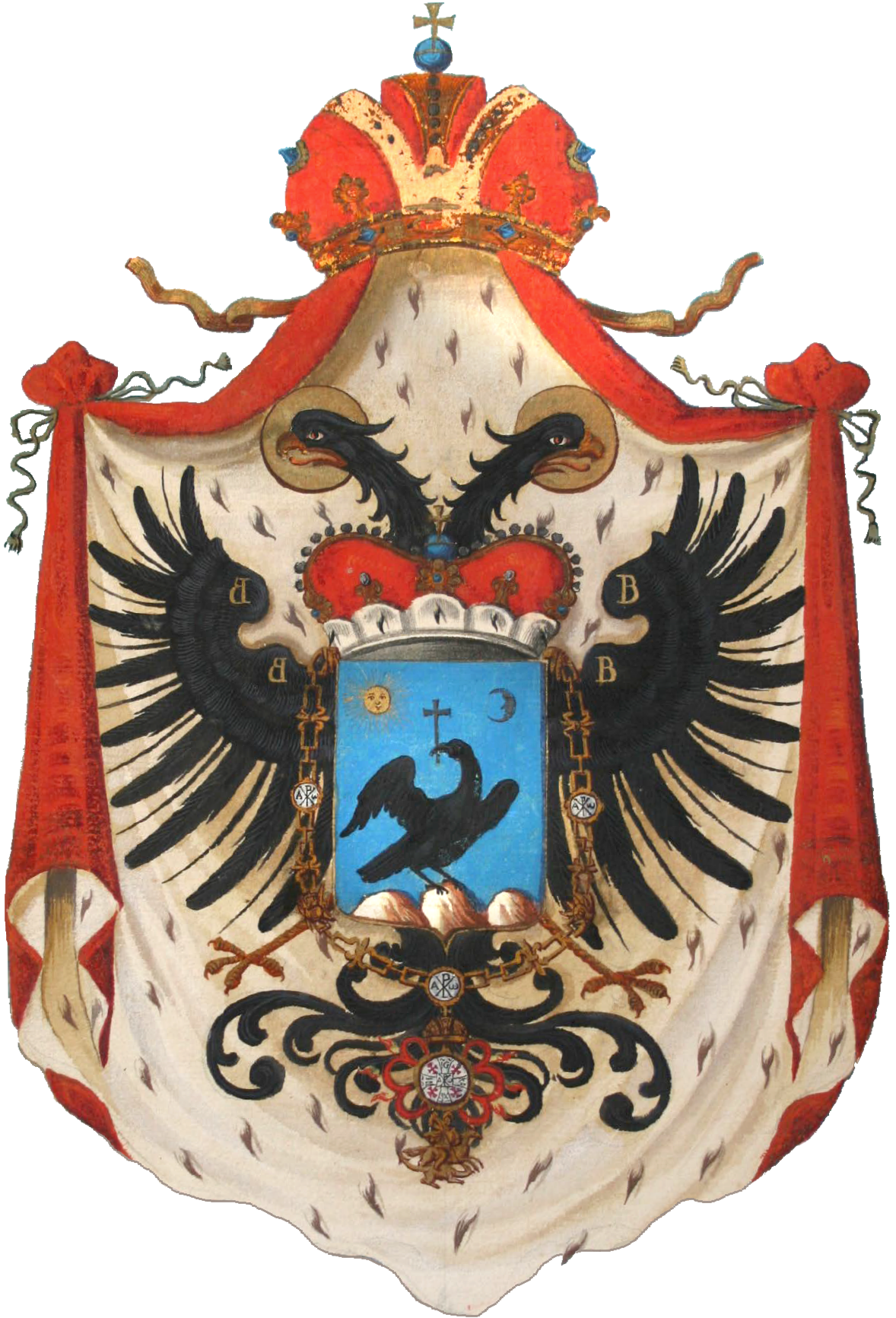
Герб Шербана Кантакузина, князя Волощини (1678–1688)
Герб роду Кастріоті
Герб Сербії
Герб Чорногорії